# Anthoxanthum
- Commons
- Wikispecies

Anthoxanthum L. (antoxanto) é um género botânico pertencente à família Poaceae, subfamília Pooideae, tribo Aveneae.
O gênero é composto por aproximadamente 85 espécies. Ocorrem na Europa, África, Ásia, Australásia, Pacífico, América do Norte, América do Sul e Antártica.
Na classificação taxonômica de Jussieu (1789), Anthoxanthum é um gênero botânico,  ordem  Gramineae,  classe Monocotyledones com estames hipogínicos.

## Sinônimos
| - Ataxia R. Br. - Dimesia Raf. - Disarrenum Labill. - Flavia Fabr. (SUS) - Foenodorum E.H.L.Krause (SUS) | - Hierochloe R. Br. - Savastana Schrank - Torresia Ruiz & Pav. - Xanthanthos St.-Lag. (SUO) - Xanthonanthus St.-Lag. (SUS) |

## Espécies
- Anthoxanthum amarum Brot.
- Anthoxanthum aristatum Boiss.
- Anthoxanthum gracile Bivon.
- Anthoxanthum odoratum L.
- Anthoxanthum ovatum Lag.
- *Lista completa

## Classificação do gênero
| Sistema | Classificação                  | Referência               |
| ------- | ------------------------------ | ------------------------ |
| Linné   | Classe Diandria, ordem Digynia | Species plantarum (1753) |